# Hasi al-Ghalla
Hasi al-Ghalla (ar. حاسي الغلة, fr. Hassi El Ghella) – miasto w północnej Algierii, w prowincji Ajn Tumuszanat.